# Џамски минарет
Џам (перс. ﺟﺎﻡ' Џâм) је место у округу Шахрак у покрајини Гор, у западном Авганистану. Кроз његову долину протиче ријека Харируд и у потпуности је окружено планинама висине око 2400 м. Овај данас тек археолошки локалитет, некада је био моћни град Фирузкух, престоница иранске династије Гурида која је у 12. и 13. веку владала подручјима од Иранске висоравни до северне Индије, од Кашгара до Персијског залива.
Џамски минарет висок 65 м, у потпуности изграђен од опеке славан је по зидним декорацијама које укључују калиграфију и стихове из Курана, и то суру о Мирјам, Исусовој мајци. Верује се како су га изградили гуридски владари крајем 12. века (један натпис наводи годину 1194, док други наводи владара, султана Гијаса уд-Дина који је владао од 1157. до 1202), и да је био део џамије изграђене како би се прославила победа у бици код Делхија 1192. године (одакле и назив "Торањ победе"), а која је уништена у једној од каснијих поплава. Фирузкух је нестанком Гуридске Монархије изгубио на важности и уништили су га Монголи 1222. године.
Вековима је био заборављен док га 1886. године није открио Томас Холдих, британски географ који је учествовао у одређивању авганистанских државних граница. Минарет је 2002. године уписан на УНЕСКО-в Списак места Светске баштине у Азији и Аустралазији, заједно с другим археолошким остацима у његовој близини, али је исте године доспео и на Списак угрожених места Светске баштине због опасности од пљачкања
- Минарет уз реку Харируд
- Клисура реке Харируд
- Детаљ украса
- Минарет изнутра